# Giuseppe Lesca
Giuseppe Lesca (San Benedetto del Tronto, 21 febbraio 1865 – Calasco Valle Anzasca, 8 marzo 1944) è stato un critico letterario, poeta e letterato italiano.

## Biografia
Laureatosi nel 1891 a Pisa, dal 1899 è docente a Firenze.
Fu chiosatore di Dante Alighieri e celebri furono i suoi commenti del Canto XII dell'Inferno, Canto IX del Purgatorio (1919) e Canto XX del Paradiso (1904).
Curò la prima edizione a stampa del Fermo e Lucia stampato a Napoli nel 1916 presso l'editore Perrella con il titolo "Gli sposi promessi".